# Glosas Emilianenses

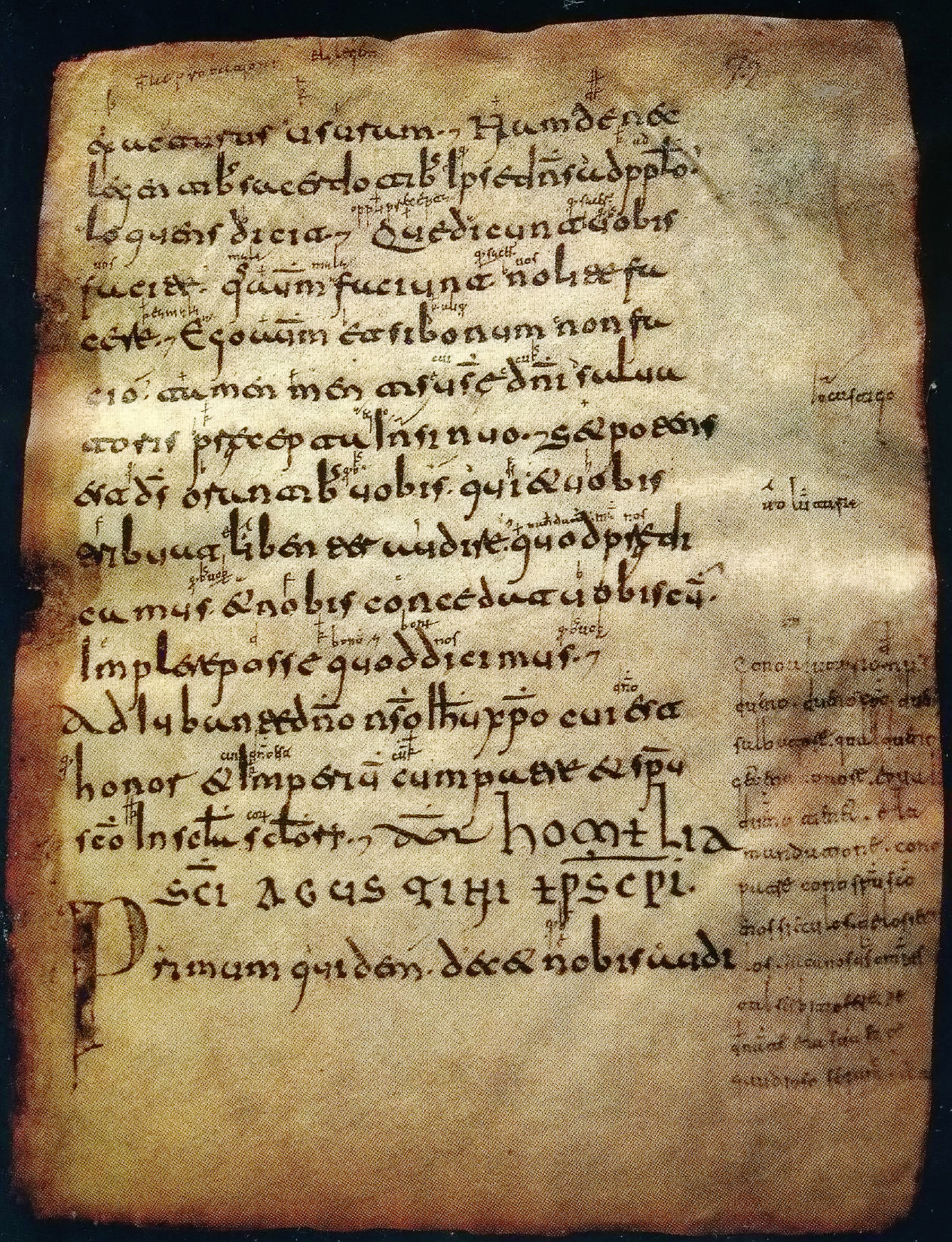
Page 72 du Codex Emilianense 60. On peut voir les gloses entre les lignes et dans la marge.

Les Glosas Emilianenses sont de petites annotations (gloses) manuscrites, réalisées en diverses langues (latin, langue romane, basque médiéval), écrites entre les lignes ou dans les marges de certains passages du codex latin Aemilianensis 60, à la fin du Xe ou plus probablement au début du XIe siècle. L'intention du moine copiste était probablement d'éclaircir le sens de certains passages du texte latin. L'importance philologique de ces gloses, qui ne furent remarquées qu'au XXe siècle, provient de ce qu'elles contiennent l'une des premières traces écrites d'un dialecte roman hispanique, en l'occurrence la langue que parlaient alors les gens de la région. Ces gloses, dont une centaine sur plus d'un millier sont écrites en langue romane, en comprennent de plus deux qui sont écrites en basque, et en constituent de même l'une des premières traces écrites connues, hors épigraphie.
Son nom vient de ce qu'elles furent écrites au monastère de San Millán de la Cogolla (Millán ou Emilien vient du latin Aemilianus), situé dans la province de la Rioja, qui faisait alors partie du Royaume de Navarre. Sa valeur fut découverte en 1911, quand Manuel Gómez-Moreno, qui étudiait l'architecture mozarabe du Monastère de Suso, transcrivit toutes les gloses, et les envoya à Ramón Menéndez Pidal. Cette découverte valut le surnom de «cuna del castellano» (berceau du castillan) à San Millán de la Cogolla (et par extension à la Rioja). Notons qu'il existe des documents antérieurs avec des références en langues romanes, comme les Cartulaires de Valpuesta, ou la Nodicia de Kesos.
L'image ci-contre montre la page 72 du codex Emilianense 60 (qui se trouve aujourd'hui à la bibliothèque de l'Académie Royale d'Histoire). On peut y lire le texte d'une homélie en latin, entre les lignes et dans la marge duquel le moine copiste fit ses propres annotations (gloses) en castillan.

## Les Gloses

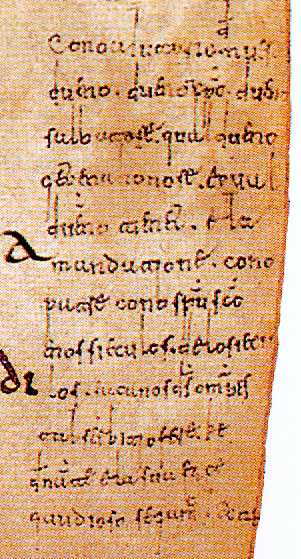
Détail de la Glose de la page 72, la plus longue du codex.

La phrase la plus longue de tout le codex se trouve à la page 72. Il s'agit de douze lignes dans lesquelles on peut lire :
| Cono aiutorio de nuestro dueno dueno Christo, dueno salbatore, qual dueno get ena honore et qual duenno tienet ela mandatione cono patre cono spiritu sancto enos sieculos delo siecu los. Facanos Deus Omnipotes tal serbitio fere ke denante ela sua face gaudioso segamus. Amen. | Con la ayuda de nuestro Señor Don Cristo Don Salvador, Señor que está en el honor y Señor que tiene el mandato con el Padre con el Espíritu Santo en los siglos de los siglos. Háganos Dios omnipotente hacer tal servicio que delante de su faz gozosos seamos. Amén. | Avec l'aide de notre Seigneur Don Christ Don Sauveur, Seigneur qui est dans l'honneur et Seigneur qui a le commandement avec le Père avec le Saint Esprit pour les siècles des siècles. Faites-nous Dieu tout-puissant faire un tel service (pour) que devant sa face joyeux nous soyons. Amen. |

Le philologue Dámaso Alonso qualifia cette prière de « premier vagissement de la langue espagnole » (« el primer vagido de la lengua española »).

## La langue des Gloses
Les gloses du codex Aemilianensis 60, plus d'un millier au total, sont écrites en trois langues : en latin, en une langue romane et en basque. Plus d'une centaine des annotations sont écrites en langue romane, et deux en basque. Celles qui sont en latin le sont en un latin colloquial, plus compréhensible que la langue écrite, et dans certains cas ce n'est du latin qu'en apparence : était écrit avec une écriture latine ce qui était prononcé déjà comme une langue romane.
Certains traits basques pourraient indiquer, selon les spécialistes, la qualité bilingue (basque-roman) du copiste. À propos des doutes qui sont généralement émis au sujet de la langue romane utilisée dans ces gloses, il n'y a aucune certitude que ce soit autre chose que du proto-roman de la Rioja, ou bien du navarro-aragonais, ou encore du castillano-riojan selon le philologue César Hernández. C'est-à-dire un «embryon ou un ingrédient de base du dialecte complexe qui formera le castillan», comme le dit le chercheur riojan Claudio García Turza. En plus de caractéristiques spécifiquement riojanes, on trouve des traits de diverses variétés dialectales hispaniques : navarrais, aragonais, léonais, mozarabe. Les traits navarro-aragonais sont perceptibles dans les mots muito, feito, honore (féminin et pas masculin), plicare, lueco, cono, ena, etc.
Tout ceci conduit Menéndez Pidal (1950), Lapesa (1981), Alarcos (1982) et Alvar (1976, 1989) à penser que, en réalité, il s'agit d'une koinè dans laquelle se mélangent divers traits du castillan, ce qui ne paraît pas si étrange si l'on tient compte que la région de San Millán était à la croisée de langues, de par la repopulation chrétienne par des gens qui venaient de diverses régions, occasionnant des échanges linguistiques constants.
On trouve même deux germanismes, dans les gloses 20 et 21, où l'on peut lire :
| desolabuntur dextruuntur | nafragarsan nafragatos |

Les gloses ont de plus une structure grammaticale, à la différence des Cartulaires de Valpuesta, où quelques mots de langue romane sont mêlés à la langue latine.

## Table comparative
Voici une comparaison de termes employés dans les gloses, avec les correspondances actuelles en langues aragonaise et castillane, en plus de la forme latine :
| En las glosas | Aragonais    | Castillan        | Latin                |
| ------------- | ------------ | ---------------- | -------------------- |
| de los (delo) | de los, d’os | de los           | < DE ILLOS           |
| ela           | a, l’        | la               | < ILLA               |
| ena, enos     | en a, en os  | en la, en los    | < IN ILLAM, IN ILLOS |
| fere          | fer          | hacer            | < FACERE             |
| siéculo       | sieglo       | (sieglo >) siglo | < SAECULU            |
| yet           | ye           | es               | < EST                |

Pour autant, si stricto sensu il n'est pas correct de considérer la langue utilisée dans les gloses comme «le premier texte en castillan», on peut considérer, dans un sens plus large, comme l'affirme Manuel Alvar, que « ces mots transcrits par le copiste de San Millán ne pourraient être considérés comme castillans ou espagnols que dans la mesure où ils révèlent l'existence de traits linguistiques communs au dialecte qui, après avoir traversé les siècles, deviendra la langue nationale ».
Il serait de même opportun de tenir compte d'études plus récentes, comme celle du linguiste suisse Heinz Jürgen Wolf en 1997, qui classifierait la langue des gloses non dans le groupe ibérico-roman, auquel appartient le castillan, mais dans le groupe pyrénéen-mozarabe, auquel appartient l'aragonais.

### La technique du copiste

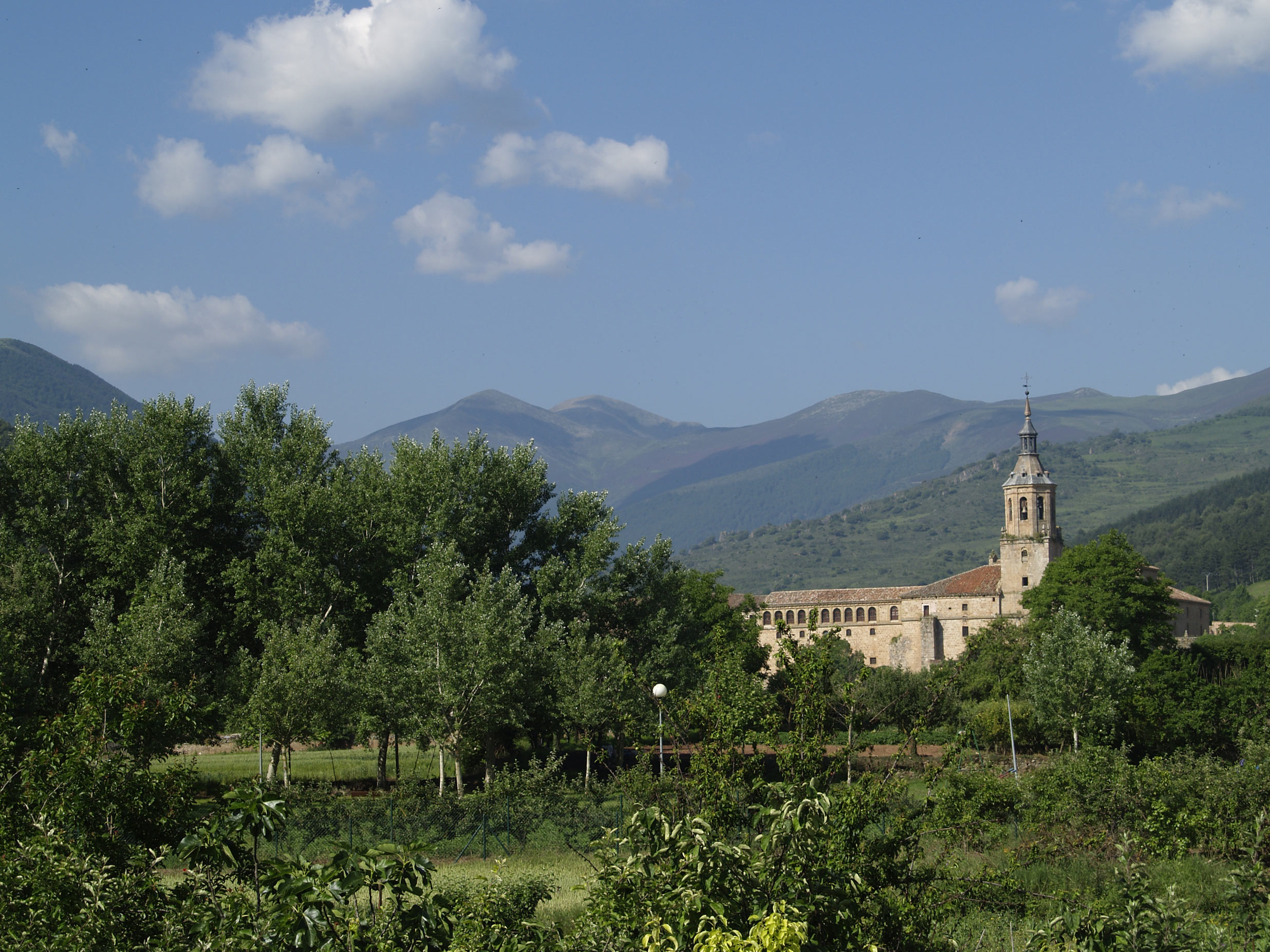
Monastère de San Millán de Yuso

Le moine copiste ne s'est pas borné à utiliser le glossaire latin habituel des monastères pour résoudre ses doutes lexicaux, il a aussi rempli les marges avec le parler populaire des terres de la haute Rioja. Voici un exemple de la manière dont le copiste travaillait :

« Et ecce repente (luenco) unus de principibus ejus ueniens adorabit eum. Cui dixit diabolus ¿unde uenis? Et respondit: fui jn alia prouincia et suscitabi (lebantai) bellum (pugna) et effusiones (bertiziones) sanguinum... »

Comme on peut le voir, le copiste clarifiait le sens des mots latins qui lui paraissaient être les moins connus, s'aidant probablement d'un dictionnaire : il traduisit repente par luenco (en castillan actuel : luego), suscitabi par lebantai (levanté), bellum par ce qui est maintenant un mot savant pugna, effusiones par bertiziones, etc.
On distingue les traits navarro-aragonais dans les mots comme lueco (luego), get (es, et ye en aragonais actuel), plicare, feito, muito, etc.

### Les gloses en basque

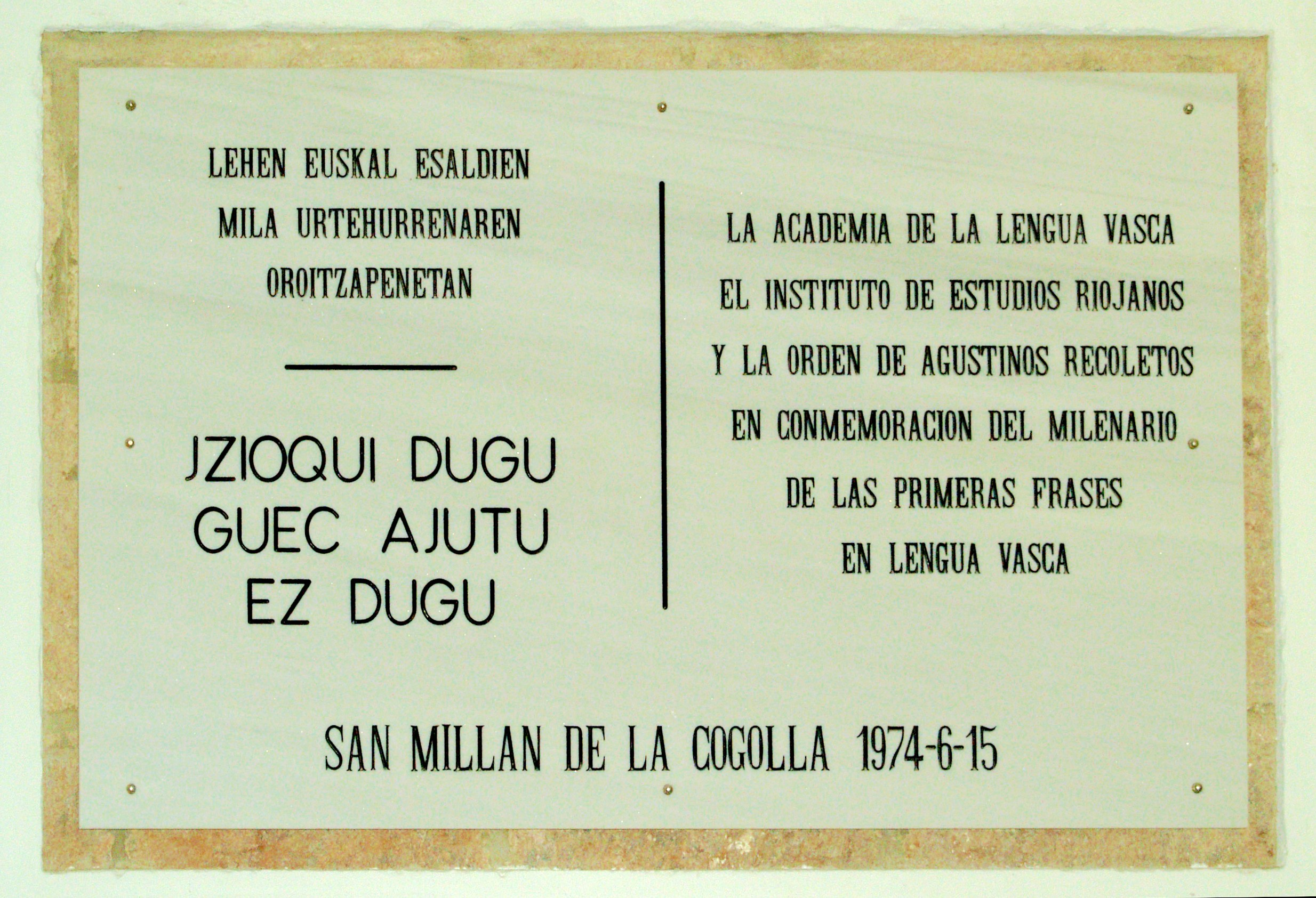

En basque, il y a deux annotations : les gloses 31 et 42, à savoir :
| jzioqui dugu guec ajutuezdugu | hemos encendido, nosotros no nos arrojamos |

Il existe aussi une glose en langue romane correspondant à la seconde phrase : nos non kaigamus («nosotros no nos arrojamos»).
Les deux courtes gloses en langue basque constituent le témoignage écrit non épigraphique le plus ancien du basque à notre connaissance.
Cette mention, ainsi que l'abondante toponymie de la région dans cette langue sont considérées comme des preuves que ces gloses doivent avoir été écrites dans une zone de contact linguistique basco-roman.